# Pediana tenuis
Pediana tenuis là một loài nhện trong họ Sparassidae.
Loài này thuộc chi Pediana. Pediana tenuis được Henry Roughton Hogg miêu tả năm 1903.